# Nefrologija
Nefrologija je grana interne medicine i pedijatrije koja se bavi proučavanjem rada i bolesti bubrega.
Termin nefrologija je nastala od starogrčkih riječi nefro (νεφρό), koja označava bubreg, i logos (λόγος), u značenju znanost.

## Vanjske poveznice
- Nefrologija u kliničkoj praksi (engl.)